# Boehringer Ingelheim
Boehringer Ingelheim este o companie farmaceutică din Germania.
Compania operează în 47 de țări, având 41.300 de angajați.
În anul 2007 compania a avut afaceri de aproape 11 miliarde euro.

## Boehringer Ingelheim în România
Compania este prezentă pe piața din România din anul 1990 și are în prezent (mai 2009) 102 angajați.
Pe segmentul de medicamente fără prescripție, compania comercializează pe piața românească produsele Dulcolax, Mucosolvant, Finalgon și Buscopan.
În anul 2008 reprezentanța locală a avut vânzări nete de 22,7 milioane euro.